# Tropisternus lateralis
Tropisternus lateralis es un especie de coleóptero acuático de la familia Hydrophilidae.

## Distribución

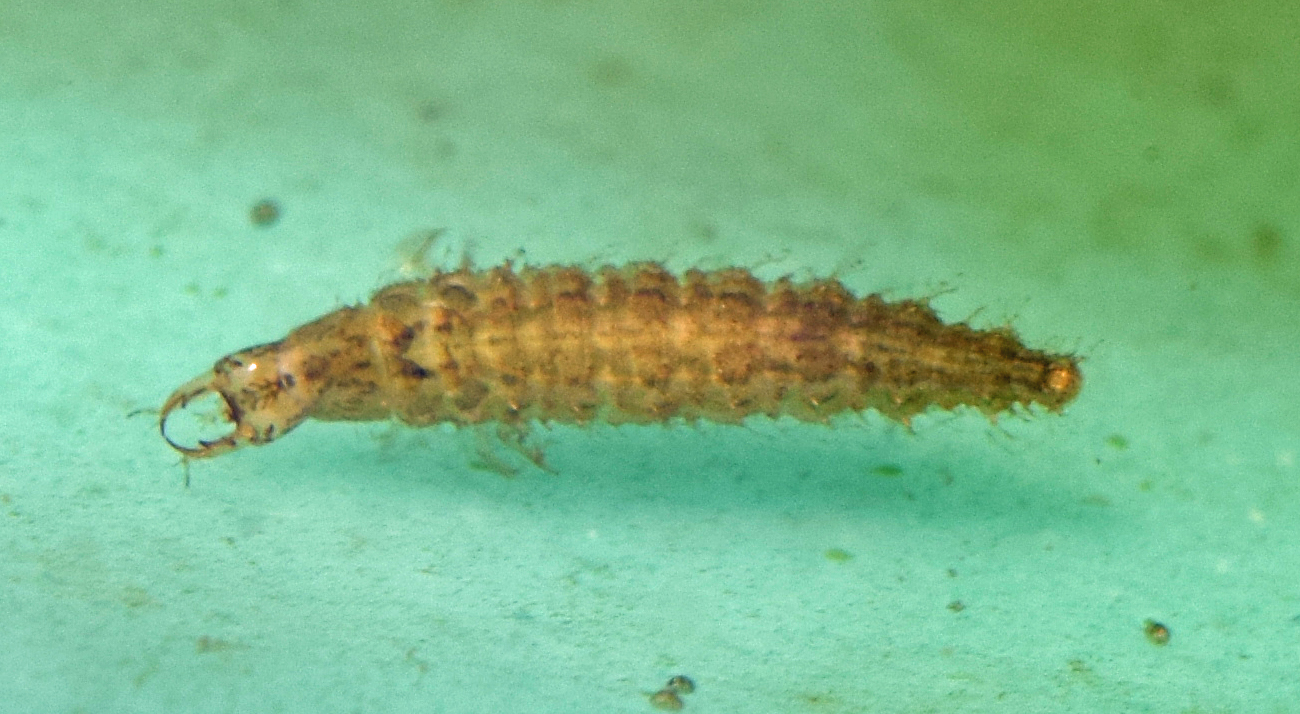
Una larva de T. lateralis

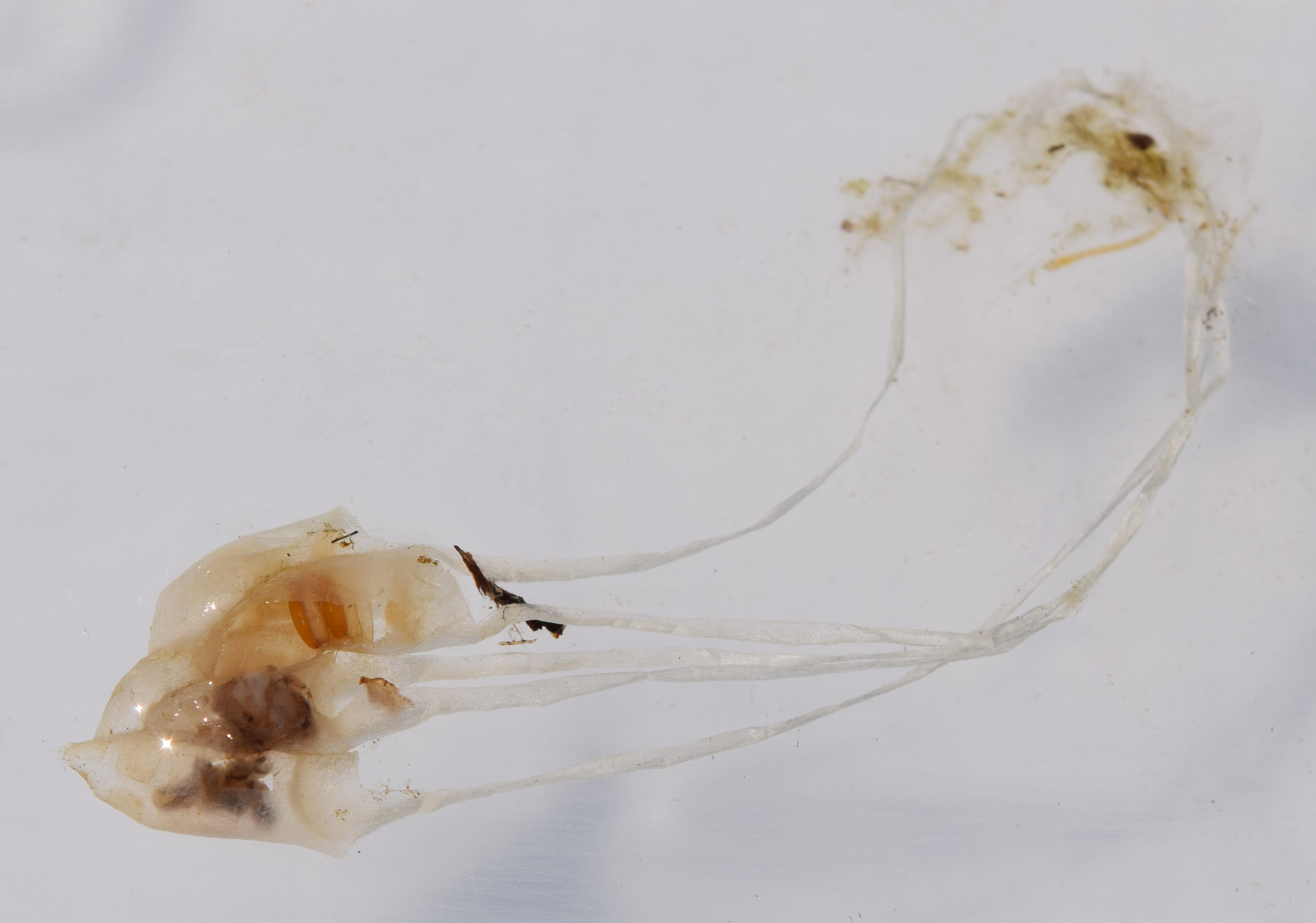
Cinco cajas del huevos de T. lateralis

La distribución de T. lateralis incluye América del Norte, América del Sur, el Caribe, y las Islas Galápagos.

## Subespecies
Hay cinco subespecies de Tropisternus lateralis.
- T. lateralis humeralis Motschulsky, 1850
- T. lateralis lateralis (Fabricius, 1775)
- T. lateralis limbalis (LeConte, 1855)
- T. lateralis limbatus (Brullé, 1837)
- T. lateralis nimbatus (Say, 1823)